# 나라야나 무르티

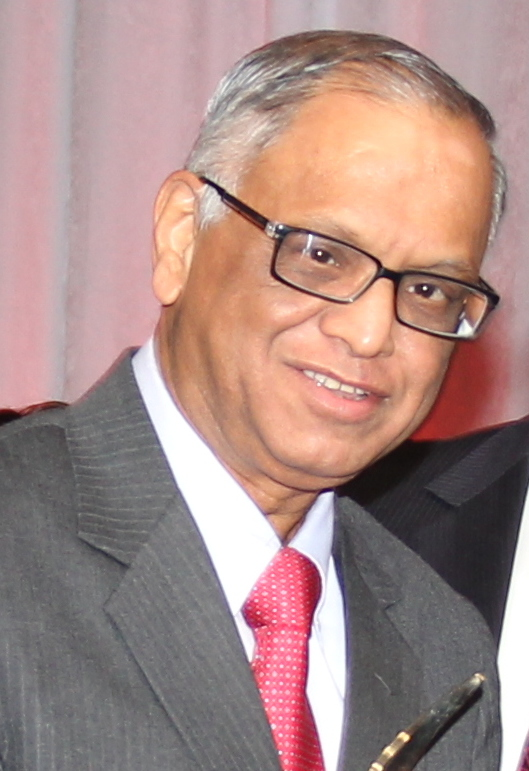

나라야나 무르티(Nagavara Ramarao Narayana Murthy)는 인도의 인포시스 창업자다.

## 생애
무르티 회장은 '인도 IT계의 간디', '인도의 빌 게이츠'로 불린다. 1999년 인포시스는 인도 기업으로는 최초로 나스닥에 상장했다.
2022년 4월 현재, 그의 재산은 44억 달러로 추정된다. 인포시스의 시가총액이 한국 돈으로 100조원이 넘는다.
무르티는 1946년 인도 남부 카르나타카주 마이소르에서 가난한 교사의 아들로 태어났다. 인도에선 교사 같은 가르치는 직업은 대개 카스트 최상위층인 브라만에 속한다. 그도 역시 브라만 출신이다.
무르티 명예회장은 인도 최고 수재들이 모이는 인도공과대학(IIT) 대학원에 진학해 기계공학으로 석사학위를 받았다. IIT 졸업 후 뭄바이에 있는 파트니컴퓨터에서 팀장으로 일하면서 글로벌 IT기업을 만들겠다는 꿈을 키웠다.

## 인포시스
1981년 34살의 나이에 그는 동료 6명과 함께 인포시스를 창업했다.
그런데 창업 목표가 특이했다. '인포시스는 직원을 가족처럼 여기며 궁극적으로 직원들을 백만장자로 만들기 위해 노력한다. 남는 이익은 사회에 적극 환원한다.'
인포시스 자본금은 7명의 공동 창업자가 조금씩 모아 만든 1000달러였다. 무르티 명예회장의 방 2개짜리 집에서 방 1개를 사무실로 사용했다. 기회는 1991년 찾아왔다. 인도 시장이 해외에 개방됐고 해외 사업을 규제하던 각종 법규가 폐지되거나 완화됐다. 이에 인포시스는 자유롭게 해외시장으로 나갈 수 있게 됐다.
무르티 회장은 인포시스 주식의 5.12%만 보유하고 있다. 나머지는 직원들에게 스톡옵션으로 제공했다. 2000년 인도 최초로 직원들에게 스톡옵션을 제공했다. 이에 따라 2008년 초 인포시스 직원 중 백만장자(재산 100만달러 이상)가 3000명을 웃돌았다. '직원들을 백만장자로 만든다'라는 창업 목표가 실현된 것이다.
인포시스는 인도의 실리콘밸리 벵갈루루에 본사를 두고 세계에 27만 명의 직원을 거느린 회사다. 인포시스는 인도의 IT 업종에서 매출과 주식 시가총액이 타타컨설팅서비스(TCS)에 이어 2위를 기록하고 있다. TCS가 인도 최대인 타타그룹의 자회사라는 점을 감안하면 인포시스가 인도의 IT 전문 회사를 대표한다고 볼 수 있다.

## 영국 총리
2009년 나라야나 무르티의 딸 악샤타 무르티(en:Akshata Murty)는 리시 수낵과 결혼했다. 스탠퍼드 대학교 비즈니스 스쿨에서 MBA 과정을 같이 공부하면서 사귀었다.
2022년 10월 24일, 리시 수낵은 영국 총리가 되었다.